# Andrew McMahon
Andrew Ross McMahon (Concord, 3 settembre 1982) è un cantante e compositore statunitense.
Era la voce, pianista e principale scrittore di canzoni per le band Something Corporate e frontman dei Jack's Mannequin. In seguito ha fondato il progetto solista Andrew McMahon in the Wilderness.

## Biografia

### Gioventù
Andrew Ross McMahon è nato il 3 settembre 1982 a Concord (Massachusetts) e suona il piano da quando aveva otto anni. Nel 1991 si trasferì a Bexley, in Ohio, dove frequentò la Cassingham Elementary School per il quinto e sesto grado e divenne una leggenda locale per aver suonato assoli di piano prima di saper addirittura leggere la musica. Dopo essersi trasferito a Orange County, in California, iniziò la sua prima band Left Here con i suoi amici del liceo e futuri compagni nei Something Corporate Kevin Page (basso) e Brian Ireland (batteria) nel 1997. Anche se vinsero una locale gara tra band, si sciolsero presto. McMahon continuò a suonare per registrare il proprio eponimo CD demo di quattro tracce Andrew McMahon con l'aiuto di alcuni suoi amici, incluso il chitarrista Josh Partington, che aveva conosciuto al secondo anno di liceo. Unitosi il chitarrista ritmico Reuben Hernandez (che fu poi sostituito da William Tell), il quintetto formò la band piano rock Something Corporate nel 1998.

### Something Corporate
Guidati da McMahon, i Something Corporate registrarono il loro proprio album demo di dieci canzoni Ready... Break nel 2000, che portò con un contratto di registrazione con l'etichetta di registrazione indipendente Drive-Thru Records. Drive-Thru distribuì su scala nazionale l'EP Audioboxer l'anno seguente. La voce, l'abilità di scrivere canzoni di McMahon e soprattutto l'incorporazione del piano fecero guadagnare al CD recensioni entusiastiche e catturarono l'attenzione del distributore della Drive-Thru MCA (adesso Geffen). A causa della quantità della distribuzione dell'etichetta, la MCA poté cedere i diritti ai Something Corporate e distribuire il loro debutto con un'etichetta major Leaving Through the Window nel maggio del 2002. L'album era ancora un altro esempio del talento di McMahon nello scrivere melodiche canzoni rock condotte al piano. La band promosse l'album dando concerti attraverso gli Stati Uniti (incluso il principale nel Vans Warped Tour) e supportando i New Found Glory (il cui cantante Jordan Pundik era il compagno di stanza di McMahon) nel loro tour europeo. I Something Corporate distribuirono il loro secondo album di piena lunghezza North nel tardo 2003 e fecero una tournée con band come i Good Charlotte e gli Yellowcard facendo loro da supporto.

### Jack's Mannequin
L'impulso iniziale dietro il progetto solista di McMahon Jack's Mannequin fu "Locked Doors", una canzone che registrò nel dicembre 2003, che lui sentiva essere troppo differente dal precedente materiale dei Something Corporate per essere una delle loro canzoni. Lui si rese conto che, se avesse mai deciso di realizzarlo, sarebbe stato in un album solista piuttosto che su una registrazione dei Something Corporate. L'idea sembrava non essere in discussione, finché nella tarda estate 2004 entrambi McMahon e i suoi compagni di band erano esausti da mesi di tournée. Decisero di fare una pausa temporanea. Durante la pausa, McMahon scrisse un pezzo piano e voce per una canzone dell'album Life in Dreaming degli Hidden in Plain View e due canzoni in Tommyland: The Ride di Tommy Lee.
Mentre l'altro scrittore e primo chitarrista dei Something Corporate Partington creava un suo progetto alternativo chiamato Firescape, McMahon cominciò a scrivere canzoni, sapendo che non avrebbero mai visto la luce del giorno come canzoni dei Something Corporate. McMahon prese un approccio più terapeutico scrivendo queste canzoni, che risulta un testamento più personale e intimo del suo scrivere canzoni. Esse trattavano di "tornare a casa, e trovare casa in un modo diverso da quello in cui la ricordavo [...], abbandonare un sacco di persone, e cose, a cui ero stato normalmente così attaccato [...], esplorare ed essere a posto con me stesso, e non dover avere scuse per chi sono, e accettare chi sono", McMahon ha dichiarato in un'intervista.
Un paio di mesi dopo, McMahon iniziò a registrare le nuove canzoni con il produttore Jim Wirt, che avrebbe suonato la chitarra e il basso sopra pezzi di batteria semplificati, mentre McMahon contribuiva alla voce e al piano. Più tardi aggiunsero ulteriori musicisti come Bobby Anderson (precedentemente nei River City High) e Tommy Lee per aggiungere il mix. Il nome del progetto, Jack's Mannequin, ebbe origine da una delle canzoni di McMahon intitolata "Dear Jack", che fu scritta su un suo amico al cui fratello fu diagnosticata una leucemia nell'infanzia, ma alla fine non fece il taglio finale dell'album. Nel marzo del 2005, i Jack's Mannequin (che adesso consisteva in McMahon alla voce e al piano, Jon Sullivan al basso, Anderson e Jacques Brautbar (ex-Phantom Planet) alle chitarre, e Jay McMillan (ex-River City High) alla batteria) hanno suonato il primo concerto live al Molly Malone's Irish pub a Los Angeles.

### La diagnosi di leucemia
Il 26 maggio 2005 (ben due mesi prima dell'uscita dell'album di debutto di Jack's Mannequin Everything in Transit), McMahon fu costretto a cancellare tutti i suoi successivi concerti. Dopo un esame medico per un inflessibile caso di laringite, McMahon fu ammesso all'ospedale di New York, dove gli fu diagnosticata una leucemia linfoblastica acuta il 1º giugno 2005. Dato che la malattia fu diagnosticata nei suoi stadi iniziali, i dottori di McMahon avevano alte speranze di una piena guarigione. Alla sua vigilia, molti fans cominciarono dei progetti per procurarsi fondi per l'informazione sulla leucemia. Più particolarmente, il sito web di musica AbsolutePunk.net ha specialmente prodotto dei braccialetti arancioni con la scritta I Will Fight (un verso tratto da una canzone disponibile solo nella versione inglese di North dei Something Corporate, "Watch The Sky", che McMahon afferma essere la sua canzone preferita che avesse mai scritto). Vendettero circa 6.000 bande, raccogliendo più di 20.000 dollari che furono donati al Pediatric Cancer Research Foundation.
Nei seguenti due mesi, McMahon ricevette vari tipi di trattamenti, tutto mentre aggiornava il suo blog, per tenere i suoi fans informati sul progresso delle sue condizioni. Il 23 agosto 2005 segnò una data molto importante per lui per due motivi: innanzitutto, era il giorno in cui il suo album Everything in Transit uscì, debuttando al #37 del Billboard 200 con più di 22 000 copie stimate dalla sua prima settimana. In secondo luogo, era il giorno in cui ricevette un trapianto di midollo osseo, con sua sorella Katie McMahon che fece da donatrice. Come ringraziamento, lui e il resto dei Something Corporate scrissero e registrarono una canzone chiamata Katie per lei. La canzone alla fine fu suonata live al concerto di Jack's Mannequin il 7 novembre 2006 a Cleveland, Ohio. Katie era tra il pubblico per la performance. Nell'ottobre 2005, McMahon registrò una canzone di Natale intitolata The Lights and Buzz, che uscì attraverso l'iTunes Music Store un mese dopo.
Il 2 dicembre 2005, McMahon ha festeggiato l'anniversario dei 100 giorni del suo trapianto suonando il suo primo concerto in sei mesi – uno spettacolo privato in un piccolo luogo di ritrovo a Los Angeles. La sua prima apparizione in pubblico fu dieci giorni dopo al Gimme Shelter '05, un concerto acustico di beneficenza per il cancro al Roxy a Los Angeles, California. Dopo questi concerti, la Maverick Records alla fine iniziò una campagna di promozione per Everything in Transit, includendo delle apparizioni in tv di McMahon al Jimmy Kimmel Live, One Tree Hill (nell'episodio Just Watch the Fireworks), Last Call with Carson Daly, Steven's Untitled Rock Show, e The Late Late Show con Craig Ferguson, come anche un secondo video musicale per "The Mixed Tape", che raggiunse il primo posto nella classifica VH1 VSpot Top 20 Countdown il 9 giugno 2006. Simultaneamente, i Jack's Mannequin si imbarcarono in un tour di due mesi attraverso gli Stati Uniti come supporto degli Of a Revolution.
Il 9 luglio 2006, McMahon ha annunciato al suo concerto di Jack's Mannequin al Summerfest che quella sarebbe stata l'ultima notte in assoluto che avrebbe preso le medicine per il trattamento.
Il 7 settembre 2006, il video musicale di Dark Blue è uscito su Yahoo!Musica.

## Discografia

### Da solista
- Andrew McMahon (1999)
- Hidden in Plain View - Life in Dreaming (2005, piano in "Halcyon Daze")
- Tommy Lee - Tommyland: The Ride (2005, voce in "Hello Again" e "I Need You")
- Andrew McMahon in the Wilderness (2014)
- Zombies on Broadway (2017)
- Upside Down Flowers (2018)